# Gottfried Kroschwald
Gottfried Kroschwald (* 31. August 1936; † 26. Februar 2018) war ein deutscher Politiker (SED). Er war von 1984 bis 1990 Bezirksbürgermeister von Berlin-Mitte.

## Leben
Kroschwald erlernte den Beruf des Außenhandelskaufmanns und beendete ein Studium als Diplomökonom. Er war Mitglied der Sozialistischen Einheitspartei Deutschlands (SED). Kroschwald arbeitete im Jahr 1974 als amtierender Direktor des Getränkekombinats Berlin und von 1981 bis Mai 1984 als Erster Stellvertreter des Vorsitzenden des Wirtschaftsrates des Magistrats von Berlin. Bei den Kommunalwahlen am 6. Mai 1984 wurde er als Sadtbezirksverordneter in die Stadtbezirksverordnetenversammlung von Berlin-Mitte gewählt. Auf der konstituierenden Tagung der Stadtbezirksverordnetenversammlung von Berlin-Mitte am 22. Mai 1984 wurde er zum Bürgermeister des Stadtbezirkes gewählt (Nachfolger von Horst Kreuter, der aus gesundheitlichen Gründen nicht mehr für dieses Amt kandidierte). Bei den Kommunalwahlen in der DDR 1989 wurde er erneut in die Stadtbezirksversammlung Berlin-Mitte und am 29. Mai 1989 als Bürgermeister wiedergewählt. Während einer öffentlichen Ratssitzung der Stadtbezirksversammlung am 16. November 1989 wurde ihm von der Mehrheit der Stadtbezirksverordneten das Vertrauen abgesprochen.
Am 8. Februar 1990 teilte der Generalstaatsanwalt von Berlin mit, dass im Rahmen der Untersuchungen wegen des Verdachts der Wahlfälschung weitere Ermittlungsverfahren eingeleitet worden seien, so auch gegen den Stadtbezirksbürgermeister von Mitte, Kroschwald. Auf einer außerordentlichen Sitzung der Stadtverordnetenversammlung am 9. Februar 1990 bat er schließlich um seine Abberufung. Er habe sich an der Fälschung der Ergebnisse der Kommunalwahlen vom 7. Mai 1989 beteiligt, gestand der wegen Erkrankung zu Hause Gebliebene in einem Brief an die Abgeordneten ein. Bisher hatte er ehrenwörtlich derartige Betrugshandlungen abgestritten. Er entschuldigte sich für sein Verhalten und versicherte, zu gegebener Zeit persönlich vor der Stadtbezirksversammlung Stellung nehmen zu wollen. Die Abgeordneten wählten Ulrich Fahl zum amtierenden Bürgermeister.
Kroschwald war verheiratet und Vater von zwei Kindern. Er starb im Alter von 81 Jahren und wurde auf dem Friedhof Basdorf beigesetzt.

## Auszeichnungen
- 1981 Orden Banner der Arbeit
- 1986 Vaterländischer Verdienstorden in Bronze